# Virus de la verola bovina
El virus de la verola bovina (en anglès: cowpox virus, (CPXV)) és un virus que causa una malaltia a la pell que es manifesta en forma de butllofes vermelles i que es transmet per contacte d'animals infectats als éssers humans. Està relacionat amb el virus vacuna (Vaccinia virus) i amb el virus de la verola (Variola virus). Quan s'ha guarit, la persona és immune a la verola. Aquesta malaltia era freqüent entre les dones lleteres, les quals s'infectaven en estar en contacte amb les mamelles de les vaques i, per tant, aquestes persones quedaven immunitzades de la verola forma natural.
El virus de la verola bovina es va utilitzar amb èxit per a la primera vacunació contra la verola. La paraula "vacunació", la va utilitzar per primera vegada per Edward Jenner l'any 1796 i prové de l'arrel llatina vacca, que significa "vaca", o de la paraula llatina vaccinia, que significa "verola de la vaca". Les campanyes modernes de vacunació, tanmateix, es van fer mitjançant el virus vacuna. Històricament s'ha considerat que ambdós virus (virus vacuna i verola bovina) eran el mateix, però en l'actualitat es consideren espècies de virus diferents.

## Biologia
El virus de la verola bovina es troba a Europa i principalment al Regne Unit. Les infeccions humanes són molt rares actualment i la majoria de les vegades es contreuen dels gats domèstics. Aquest virus no es troba de forma comuna a les vaques; els reservoris del virus són els rosegadors del boscos, en particular els de la família Cricetidae. Són d'aquests rosegadors d'on els gats domèstics contrauen els virus.
Els símptomes en els gats inclouen lesions en la cara i el coll, les potes i de forma menys comuna, infeccions del tracte respiratori superior. Els símptomes de la infecció en els humans són lesions pustulars localitzades, generalment a les mans o circumscrites al punt d'introducció. El període d'incubació és de nou a deu dies. Aquest virus és prevalent a finals de l'estiu i la tardor.